# Cydrela brunnea
Cydrela brunnea är en spindelart som beskrevs av Marx 1893. Cydrela brunnea ingår i släktet Cydrela och familjen Zodariidae.
Artens utbredningsområde är Kongo. Inga underarter finns listade i Catalogue of Life.